# Parhomenko, Krasnodon
Parhomenko (în ucraineană Пархоменко) este localitatea de reședință a comunei Parhomenko din raionul Krasnodon, regiunea Luhansk, Ucraina.

## Demografie
Componența lingvistică a localității Parhomenko
     Ucraineană (63,74%)
     Rusă (35,85%)
     Alte limbi (0,27%)
Conform recensământului din 2001, majoritatea populației localității Parhomenko era vorbitoare de ucraineană (63,74%), existând în minoritate și vorbitori de rusă (35,85%).